# G.P. Taylor
G.P. Taylor, (pseudonym för Graham Peter Taylor), född 1958 i Scarborough, North Yorkshire, är en brittisk författare som är mest känd för böckerna Skuggornas besvärjare, Nemorensis och Tersias. Innan han blev författare var han anglikansk kyrkoherde i byn Cloughton, North Yorkshire.
Centralt i författarskapet är det kristna budskapet, på ett sätt som liknar Berättelsen om Narnia. Taylor började skriva för att bemöta sekulära verk som exempelvis Harry Potter och Buffy och vampyrerna, böcker som han ansåg påverkade barn i ockult riktning. Taylors romaner har mötts av en del kritik, bland annat från nyhedendomens företrädare.